# 奇美斷層
奇美斷層（英語：Chimei Fault）是台灣花蓮縣的活動逆斷層，東北走向延伸，經德武、奇美村至花蓮縣豐濱，長約30公里。斷層南端在春日里附近連接瑞穗斷層與池上斷層。

## 總結與評估
奇美斷層將海岸山脈分隔成南北2段，斷層截切更新世晚期的階地礫石層，尚未有全新世活動的證據，原本屬於第一類活動斷層，後改為第二類活動斷層。